# Левенець Михайло
Ми́хайло Ле́венець, отець Михайло Левенець (26 вересня 1911, Броди, Львівська область — 12 лютого 1991, Париж) — священник УГКЦ, капелан, дивізійний духовник (головний капелан дивізії «Галичина» після о. Василя Лаби); єдиний капелан у дивізії «Галичина», хто був нагороджений Залізним хрестом II класу.

## Життєпис
- Народився у м. Броди Австро-Угорської імперії.
- Від 1933 року вивчав теологію[1].
- У 1938 році став священиком УГКЦ (хіротонія від митрополита Андрія Шептицького); отримав посаду настоятеля Малої духовної семінарії у м. Львові[1].
- У 1939–1941 роках був на посаді секретаря архієпископа Йосифа Сліпого[1].

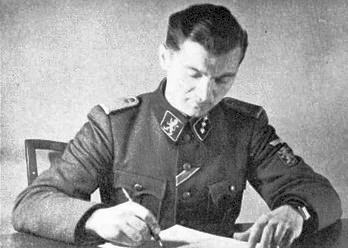
у 1943—1945 роках унтерштурмфюрер Михайло Левeнець 14-ї гренадерської дивізії Ваффен СС «Галичина»

Старшини дивізії «Галичина», 4 серпня 1944 року. Другий зліва Аверкій Гончаренко, 4-й Михайло Левенець

- У 1943 році був серед перших 12 священників Львівської архієпархії УГКЦ, спрямованих у табори вишколу добровольців 14-ї гренадерської дивізії Ваффен СС «Галичина». У липні 1943 року був призначений до 29-го полку дивізії «Галичина». За дорученням капелана Василя Лаби він склав статутні вказівки для польових духовників дивізії.[6] Ці вказівки зобов'язували капеланів щонайменше двічі на тиждень проводити з дивізійними вояками бесіди, що виробляли б серед них характер, підтримували дух, виховували чесноти побратимського спільного життя, готовність жертвувати власним життям на благо інших, бути охайними й зберігати військову таємницю, застерігати від саботування обов'язків й утримувати від невиконання наказів їхніх старшин тощо.
- 23 червня 1944 року приїхав у розташування 29-го полку дивізії «Галичина» в селі Ясенів. У німецьких документах, датованих 28 червня 1943 року, значиться, що М. Левенець у ранзі ваффен-унтерштурмфюрера (хорунжого) служить при штабі 29 полку цієї дивізії.
- 16 липня 1944 року рушає на нове місце дислокації підрозділу до села Жарків. Узимку 1944–1945 років у німецьких документах штабу зазначеної дивізії про капелана М. Левенця зазначено, що він входить до складу VI відділу (займався психологічною службою) штабу дивізії з посадою капелана, і у 29-му полку як капелан зазначений також капелан Нагаєвський Ісидор.
- 25 квітня 1945 року був серед вояків Першої української дивізії, що приймали нову присягу. Після капітуляції Німеччини у Другій світовій війні  був спочатку інтернований до табору військовополонених у м. Ріміні (Італія)[1], а згодом до Австрії.
- Служив на посаді канцлера Апостольської візитатутури УГКЦ у м. Мюнхені (ФРН); а від 1952 року був на посаді канцлера Апостольського екзархату УГКЦ у м. Парижі (Франція)[1].
- У травні 1955 року очолив засновану у м. Левені (Бельгія) суспільно-релігійну організацію «Український християнський рух»[1].
- У 1962–1984 роках служив парохом катедри «святого Володимира Великого» у м. Парижі[1].
- У 1963 році Папа Римський Павло VI нагородив його званням «шамбелян»[1].
- Помер у м. Парижі, Франція.

## Нагороди
- Залізний хрест 2-го класу — за відвагу в боях під Бродами.